# Abdelhakim Bouhna
Abdelhakim Bouhna est un footballeur belge d'origine marocaine né le 24 mai 1991 à Bruxelles (Belgique), évoluant au poste milieu de terrain.

## Palmarès
Lokomotiv Plovdiv
- Coupe de Bulgarie (1) :
  - Vainqueur : 2018-19.